# The Past Within
The Past Within (с англ. Прошлое внутри) — кооперативная компьютерная игра в жанре point-and-click квест, разработанная и изданная нидерландской студией Rusty Lake. Релиз состоялся 2 ноября 2022 на Windows, Android и iOS, а 6 июля 2023 года на Nintendo Switch.

## Игровой процесс

Игрок (слева) вставляет батарейку и запускает вентилятор, который в свою очередь начинает дымить, игрок (справа) выставляет время, которое ему сообщает игрок (слева), после данных махинаций, комната игрока (справа) наполняется дымом

The Past Within — кооперативная компьютерная игра в жанре point-and-click квеста, действие игры разворачиваются в разные временные отрезки, задача игроков решить ряд головоломок, которые они не могут решить без подсказок другого человека. Только после решения общая история будет двигаться дальше.

## Сюжет
Альберт Вандербум до своей смерти, от рук собственного племянника Фрэнка, создаёт куб времени и просит свою дочь Розу воскресить его, перенося останки из прошлого в будущее.

## Разработка и выпуск
26 января 2021 разработчики выложили тизер-трейлер предстоящей игры, обозначив примерную дату выхода на 2021 год. Спустя непродолжительное время после анонса, разработчики решили вести блог разработчика (с англ. — «Devlog»), в котором поделились с игроками информацией о том, что игра разрабатывалась более двух лет, также было принято решение о смене игрового движка, поскольку Flash на котором создавались предыдущие игры серии по словам разработчиков: «скоро умрёт», изначальный движок был заменён на Unity. Во втором дневнике, разработчики рассказали о множестве сложностей переноса 2D элементов в 3D, именно поэтому геймплей в игре разделяется на прошлое и будущее, в прошлом перспектива 2D, в будущем 3D. 23 июля разработчики опубликовали третий дневник, где объяснили, что сподвигло их на создание кооперативной игры и как им пришлось переделывать множество головоломок, из-за наличия и 2D и 3D элементов одновременно. В четвёртом дневнике объяснялась построение самих головоломок, по отзывам игроков, которых разработчики выискивали на мероприятии посвящённому инди-играм, но из-за эпидемии COVID-19 желающих нашлось не так много, по этой причине, никто из команды разработчиков не мог определиться с датой выхода игры. 16 ноября 2021 был выпущен трейлер, где реальные люди проходили демо-версию игры, в конце самого трейлера было объявлено о переносе выпуска игры на 2-й квартал 2022 года. В пятом дневнике, команда разработки сообщила о том, что игра завершена на 90%, а также о том что 2 апреля 2022 года на мероприятии Indie Showcase будет возможность сыграть в демо-версию игры. Во время события Steam Next Fest разработчики выпустили демо-версию игры. В шестом дневнике, команда разработки рассказала о создании звукового сопровождения для игры и о том что игра переносится на небольшой срок. 21 сентября 2022 разработчики назначали дату выхода игры на 2 ноября 2022, выпустив финальный трейлер. 14 октября 2022 демо-версия была выпущена на iOS и Android. В седьмом и по совместительству последнем блоге, они поблагодарили игроков за терпение и ответили на вопросы, заявив что игра является спин-оффом и к основной серии не относится. Релиз игры состоялся 2 ноября 2022 для Windows, iOS, Android. 22 июня 2023 разработчики сообщили о релизе игры на Nintendo Switch 6 июля 2023 года. 6 июля состоялся релиз игры на Nintendo Switch.

## Саундтрек
Слова и музыка всех песен — Виктор Бутзелар.
| №                   | Название                              | Длительность |
| ------------------- | ------------------------------------- | ------------ |
| 1.                  | «Rusty Lake Theme (The Past Within)»  | 1:10         |
| 2.                  | «Forest Theme»                        | 1:35         |
| 3.                  | «Level 1 (2 Dimensions)»              | 4:32         |
| 4.                  | «Opening Doors»                       | 0:31         |
| 5.                  | «Level 1 (3 Dimensions)»              | 6:20         |
| 6.                  | «Rusty Lake Family Jazz Tune»         | 0:39         |
| 7.                  | «Level 2 (2 Dimensions)»              | 6:56         |
| 8.                  | «The Mask»                            | 1:33         |
| 9.                  | «Level 2 (3 Dimensions part 1)»       | 4:14         |
| 10.                 | «Alberts Dance Moves»                 | 2:30         |
| 11.                 | «Level 2 (3 Dimensions part 2)»       | 3:20         |
| 12.                 | «Rusty Lake Family Tune (Radio Edit)» | 1:15         |
| 13.                 | «The Past Within Piano Theme»         | 1:29         |
| Общая длительность: | Общая длительность:                   | 36:07        |

## Восприятие
| Сводный рейтинг       | Сводный рейтинг |
| Агрегатор             | Оценка          |
| --------------------- | --------------- |
| Metacritic            | 68/100          |
| OpenCritic            | 69/100          |
| Иноязычные издания    |                 |
| Издание               | Оценка          |
| Edge                  | 6/10            |
| Eurogamer             | Recommended     |
| Screenrant            | [ 2 ]           |
| GameWatcher           | 8/10            |
| Pocket Gamer UK       | [ 24 ]          |
| Vandal                | 8/10            |
| DarkZero              | 7/10            |
| Xbox Tavern           | 8,5/10          |
| Jump Dash Roll        | 8/10            |
| Sector.sk             | 6,5/10          |
| Русскоязычные издания |                 |
| Издание               | Оценка          |
| Виртуальные радости   | 8/10            |

The Past Within получила смешанные отзывы, согласно агрегатору рецензий Metacritic.
Мэтт и Виктория с сайта Eurogamer высоко оценили геймплей, механику, необычность визуального стиля игры, но отметили что игра относительно короткая и подойдёт не каждому.
Девен Макклюр с сайта Screenrant, в свою очередь отметил что игра по большей части только для фанатов серии, а также наличие «мультяшной графики» портит всю атмосферу ужаса.
Евгений Черноснегов из Darker «строго» порекомендовао ознакомиться с игрой фанатам серии, за счёт опыта и эмоции проекта.
Сэм Лавридж с сайта GamesRadar занесла игру в свой личный список «лучших игр 2022 года».